# ذخیره‌سازی مغناطیسی
رسانه ایست گردان، با امکان دستیابی مستقیم به داده‌های ذخیره شده و به آن اصطلاحاً DASD می‌گویند. در اساس صفحه‌ای مدوراست (به قطر ۸/۱ تا ۱۴ اینچ)، مغناطیس شونده و گردان حول محوری عمودی. یک یا هردو رویه صفحه از غشاء شیارهایی به صورت دو اثر متحد المرکز یا به صورت حلزون وار وجود دارد که از بیرون به درون و معمولاً با شروع از صفر، شماره‌گذاری می‌شوند. (شکل). فاصله هر دو شیار حدود ۰۲۱/. اینچ است. داده‌ها به صورت رشته بیتی روی شیارها ضبط می‌شوند و تکنیک‌های مختلفی برای ضبط وجود دارد.
قبل از بیرونی‌ترین شیار و بعد از درونی‌ترین شیار، ناحیه‌هایی روی رویه وجوددارد که در اساس برای کنترل حرکت بازو و حصول اطمینان بیشتر در حرت بازو، ایجاد می‌شوند. به‌طورکلی نواحی رویه از بیرون به درون عبارتند از:
- ناحیه فرودنوک[۴]
- ناحیه شروع حرکت[۵]
- ناحیه احتیاطی بیرونی[۶]
- ناحیه شیارهای ضبط داده
- ناحیه احتیاطی درونی
- ناحیه احتیاطی نهایی

شکل شیارهای رویه و ناحیه‌های رویه را نشان می‌دهد.

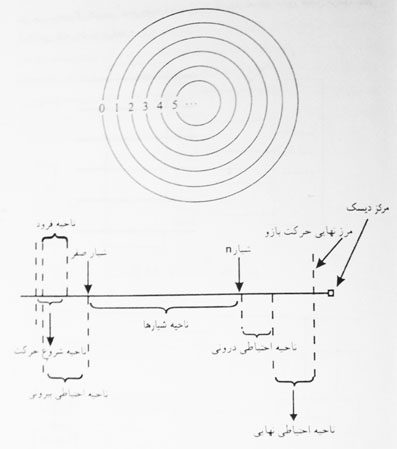
شیارهای رویه و نواحی مختلف رویه

دیسک گردان مجهز است به نوک خواندن/ نوشتن، متصل به بازویی که می‌تواند بررویه دیسک در مسیر شعاع
حرکت کند (شکل ۱–۱۳) و در نوعی از دیسک‌ها، این بازو ثابت است، دیسک هم مثل هر رسانه دیگر، کنترولر خاص خود را دارد. به یک کنترولر تعدادی درایور متصل می‌شود.
از آنجا که دیسک پس از شروع به گردش، پس از مدت کوتاهی به سرعت گردش ثابتی می‌رسد و به‌طور مداوم در چرخش است، (البته نه در همه انواع) لذا در نوع سخت آن باید نوک خواندن/نوشتن فاصله بسیار اندکی با رویه داشته باشد. در فاصله بین نوک و رویه هوای تصفیه شده جریان دارد. هرگونه آلودگی هوا باعث خدشه دار شدن رویه می‌شود.

## رده‌بندی دیسک‌ها
دیسک را از نقطه نظرهای مختلفی رده‌بندی می‌کنیم:
- از نظر امکان جابجا شدن: دیسک‌های ثابت[۹] و دیسک‌های جابجا شدنی
- از نظر ثابت یا متحرک بودن نوک خواندن/نوشتن: دیسک‌های با نوک ثابت[۱۰] و دیسک‌های با نوک متمرکز. در دیسک‌های با نوک ثابت، بازویی که نوک خواندن/نوشتن به آن متصل است، حرکت نمی‌کند. در دیسک‌های با نوک متحرک،[۱۱] بازو بر رویه دیسک حرکت دارد و از شیاری به شیاری دیگر جابجا می‌شود. در دیسک‌های با نوک ثابت، هر شیار نوک خواندن/ نوشتن خاص خود را دارد و نیازی ب حرکت بازوی دیسک برای رفتن از یک شیار به شیار دیگر نیست. این‌گونه دیسک‌ها سریعتر، گرانتر و حساس‌ترند.
- از نظر تعداد رویه در صفحه: یک رویه[۱۲] و دو رویه[۱۳]
- از نظر تعداد لایه در رویه: تک لایه و دو لایه (رویه دو لایه تکنولوژی جدید تر است).
- از نظر تعداد صفحاتی که روی محور عمودی جایگذاری می‌شوند: دیسک‌های تک صفحه‌ای و دیسک‌های چند صفحه‌ای.[۱۴]
  - دیسک‌های چند صفحه‌ای را اصطلاحاً پک می‌گویند. یک پک[۱۵] با n صفحه دارای ۲n رویه‌است که معمولاً ۲n-۲ رویه آن برای ذخیره‌سازی و دو رویه بالایی و پایینی برای حفاظت بیشتر به کار می‌روند. در بعضی انواع همه ۲n رویه برای ذخیره‌سازی استفاده می‌شود.
- از نظر جنس صفحه: دو نوع دیسک وجود دارد: دیسک سخت[۱۶] و دیسک انعطاف‌پذیر (نرم). دیسک سخت معمولاً از جنس آلومینیوم و دیسک انعطاف‌پذیر، از جنس نوعی پلاستیک است.
- از نظر تکنولوژی ساخت: دیسکت مغناطیسی، دیسک نوری و دیسک نوری- مغناطیسی.

## تقسیمات دیسک
- استوانه:[۱۷] تمام شیارهای با شعاع یکسان (طبعاً از رویه‌های مختلف) تشکیل یک استوانه را می‌دهند. یک دیسک پک، به تعداد شیارهای هر رویه، استوانه دارد. در شکل ۱–۱۸، استوانه دیده می‌شود.
- شیار: محل ضبط بیت‌های اطلاعات در هر رویه. شیارها معمولاً به صورت دوایر متحد المرکز یا حلزون وار هستند.
- سکتور: تقسیماتی است از شیار با اندازه مساوی، هر شیار از تعدادی سکتور تشکیل شده‌است (شکل۱–۱۷). دو نوع سکتور وجود دارد:
- سکتور سخت‌افزاری[۱۸] که توسط سازنده ایجاد می‌شود (فرمت کردن سطح پایین)
- سکتور نرم‌افزاری[۱۹] (گاه موسوم به بلاک) که از طریق نرم‌افزار (سیستم‌عامل) قابل ایجاد است و به این کار فرمت کردن نرم‌افزاری می‌گویند.

آغاز سکتور نرم‌افزاری باید همان آغاز سکتور سخت‌افزاری باشد و اندازه اش می‌تواند کمتر از یک سکتور، یک سکتور یا بیش از یک سکتور باشد؛ بنابراین بهتر است که اندازه سکتور نرم‌افزاری مضرب صحیحی از اندازه سکتور سخت‌افزاری باشد تا از بروز حافظه هرز (بلااستفاده) در انتهای سکتور اجتناب شود.
تقسیمات گفته شده در اساس برای نشانی دهی به داده مورد نظر در فضای دیسک است. در واقع مؤلفه‌هایی نشانی فیزیکی داده عبارتند از:
- شماره درایور
- شماره استوانه (شماره شیار از رویه)
- شماره شیار در استوانه (رویه از استوانه نیز گفته می‌شود)
- شماره سکتور (یا بلاک)

گاه برای نشانی دهی به داده، از شماره شیار در رویه (همان شماره استوانه)، شماره صفحه و شماره رویه در صفحه(۰و یا ۱) استفاده می‌شود.
در بعضی از سیستم‌های عامل، تعدادی سکتور همجوار و گاه ناهمجوار نوعی تقسیم‌بندی منطقی را تشکیل می‌دهند. مثلاً در محیط Dos، خوشه (واحد تخصیص) فضا به فایل است و اندازه آن ۲۰۴۸ بایت، ۴۰۹۶ بایت و ۸۱۹۲ بایت هم می‌تواند باشد، درحالی‌که اندازه یک سکتور ۵۱۲ بایت است.

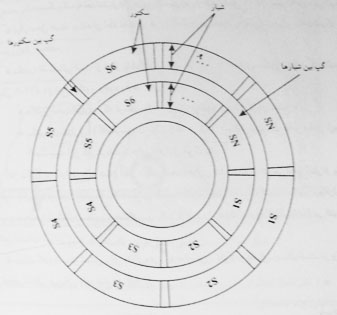
شیار، سکتور، گپ

## پارامترهای دیسک
دو دسته پارامتر داریم:
- پارامترهای ظرفیتی
- پارامترهای زمانی

پارامترهای ظرفیتی عبارتند از:
- اندازه سکتور[۲۲](از ۳۲ بایت تا ۴۰۹۶ بایت و معمولاً ۵۱۲ بایت)
- تعداد سکتور در شیار (از ۴ تا ۳۲ در فلاپی‌ها و بیشتر درسایر انواع، گاه تا ۱۰۰). تعداد سکتور در شیار در دیسک‌های سخت جدید، در شیارهای بیرونی بیشتر از شیارهای درونی است. این رسانه‌ها به IDE[۲۳] موسومند. البته وضع به گونه‌ای است که از نظر سیستم‌عامل، انگار تعداد سکتور در همه شیارها یکسان است.
- تعداد رویه در استوانه (تعداد نوک(R/W (از یک تا بیش از ۲۰رویه)
- تعداد شیار در رویه (تعداد استوانه: از ۲۰ تا ۲۰۰۰ شیار)

با داشتن این پارامترها می‌توان ظرفیت اسمی دیسک را به دست آورد. ظرفیت واقعی قابل محاسبه‌است که در فصل سوم خواهیم دید. (ظرفیت دیسک‌های مغناطیسی از مگابایت تا ۱۰ گیگابایت و در بعض انواع بیش از ۲۰ گیگا بایت است)
چگالی هم از پارامترهای ظرفیتی است و واحد آن بیت در اینچ مربع است. اما در سیستم فایل مستقیماً در محاسبه ظرفیت به کار نمی‌آید.
پارامترهای زمانی عبارتند از:
- زمان استوانه جویی (پیگرد[۲۴])زمانی است که سپری می‌شود تا نوک خواندن/نوشتن به استوانه مورد نظر برسد (یعنی استوانه‌ای که داده مورد نظر در آنستع شکل ۱–۱۹). این زمان در دیسک‌های با بازوی ثابت صفر است. متوسط این زمان را با S نمایش می‌دهیم و واحد آن میلی ثانیه‌است. این زمان معمولاً بین حدو د۲ تا ۳۰ میلی ثانیه‌است و دراکثر دیسک‌ها مهم‌ترین زمان است.
- سرعت گردش دیسک: به واحد دور در دقیقه[۲۵] بیان می‌شود، مثلاً ۷۲۰۰، ۵۴۰۰، ۳۶۰۰ دور در دقیقه و گاه حتی بیشتر. از این پارامتر، زمان یک دور گردش دیسک به دست می‌آیدو آن را به r۲ نشان می‌دهیم و واحد آن میلی ثانیه‌است.
- زمان انتظار دوران (درنگ دوران[۲۶]). مدت زمانی است که سپری می‌شود تا آغاز داده مورد نظر در اثر دوران دیسک به زیر نوک r/w برسد. متوسط این زمان را با حرف r نمایش می‌دهیم. این زمان بین تقریباً صفر میلی‌ثانیه و تقریباً زمان یک دور دیسک است:

زمان یک دور دیسک زمان درنگ دوران ۰
زمان یک دور دیسک را به r۲ نمایش می‌دهیم، از آنجا متوسط زمان درنگ دوران با rنمایش داده می‌شود که نصف زمان یک دور دیسک است.

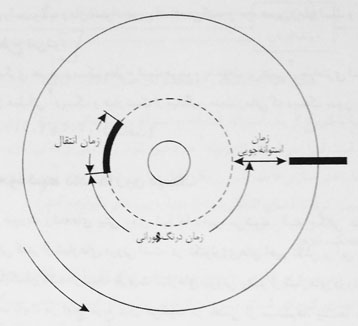
زمان استوانه جویی و زمان درنگ دوران

زمان درنگ دوران از حدود ۵ میلی ثانیه تا حدو د۹ میلی ثانیه‌است. به مجموع دو زمان rو s زمان دستیابی تصادفی(بختانه) می‌گویند. در واقع این زمان، مدت زمانی است بین لحظه‌ای که دستور خواندن/نوشتن داده می‌شود و لحظه‌ای که آغاز داده موردنظر زیر نوک خواندن/نوشتن می‌رسد.
به عبارت دیگر متوسط زمان لازم برای رسیدن به آغاز یک بلاک (یک رکورد) با مکان مشخص، با شروع از یک مکان نامعین، مثلاً برای رفتن به آغاز فایل، با شروع از مکان جاری نوک خواندن/ نوشتن s+r زمان لازم است)
- نرخ انتقال: تعداد بایتی که در یک ثانیه قابل انتقال است و به واحد بایت در ثانیه (یا اضعافی از بایت در ثانیه) بیان می‌شود. دو نوع نرخ انتقال داریم: اسمی و واقعی. نرخ انتقال اسمی توسط سازنده اعلام می‌شود و نرخ انتقال واقعی قابل محاسبه است (رجوع شود به فصل سوم). نرخ انتقال دیسک‌های جدید از یک تا پنج مگابایت در ثانیه‌است.
- زمان دیگری هم در دیسک وجوددارد موسوم به زمان استقرار.[۲۸] وقتی که نوک R/W به استوانه‌ای برده می‌شود، به مدت کوتاهی (حدود ms۳) در حال لرزش است تا استقرار بیابد.

این زمان را معمولاً به زمان استوانه جویی اضافه می‌کنند و جزء همین زمان است و به عنوان پارامتر جداگانه‌ای مطرح نمی‌شود.
پارامتر دیگری هم در دیسک مطرح است موسوم به مدت بی عیبی. پارامتری است نشان دهنده میزان اطمینان عملیاتی دیسک و عبارتست از میانگین مدت زمانی که دیسک بدون عیب کار می‌کند (معمولاً بین ۲۰۰۰۰۰ تا ۵۰۰۰۰۰ساعت)

## نحوه ضبط داده‌ها روی دیسک
داده‌ها به صورت رشته‌های بیتی روی شیارها ذخیره می‌شوند، البته چگالی ضبط داده‌ها در شیارهای بیرونی کمتراز شیارهای درونی است، در تکنولوژی‌های اخیر تلاش بر این است که چگالی در تمام شیارها یکسان باشد در نتیجه ظرفیت شیارهای بیرونی بیشتر از شیارهای درونی است. چگالی دیسک با واحد بایت در اینچ مربع بیان می‌شود. در بعضی از سیستم‌ها، بیت‌ها به‌طور سریال روی شیار یک رویه (توسط یک نوک) و در برخی دیگر با استفاده از چندین نوک، روی شیار رویه‌های مختلف به‌طور موازی (پارالل) ذخیره می‌شوند.
معمولاً فایل‌ها با شروع از یک استوانه، استوانه به استوانه و در فضایی پیوسته روی دیسک ذخیره می‌شوند. ممکن است فایل در فضای ناپیوسته هم ذخیره شود؛ یا پس از مدتی، ناپیوستگی و بندبند شدگی در محیط ذخیره‌سازی فایل‌ها (درون یک فایل یا بین فایل‌ها) پدید آید، در اینصورت می‌توان از سیستم درخواست کرد تا فضا اشغال شده را دوباره پیوسته و یکپارچه کند.